# Biggleswade
Biggleswade è un paese di 15 383 abitanti della contea del Bedfordshire, in Inghilterra.

## Amministrazione

### Gemellaggi
- Erlensee, Germania, dal 2000